# Nurul Nordin
Nurul Aleshahnezan Vincent Nordin – brunejski piłkarz występujący na pozycji pomocnika, reprezentant Brunei, w którym to grał w 2009 roku.

## Kariera klubowa
Nordin karierę klubową rozpoczął w 2006 roku w klubie Sengkurong FC, którego barwy reprezentuje do dzisiaj (26 lipca 2012).

## Kariera reprezentacyjna
Nordin grał w reprezentacji w 2009 roku. Wystąpił w dwóch oficjalnych meczach, nie strzelając ani jednej bramki.